# Battaglia di al-Wajba
La battaglia di al-Wajba (in arabo معركة الوجبة‎?, Maʿraka al-Wajba) fu un conflitto armato avvenuto nel marzo del 1893 in Qatar.

## Storia
All'epoca il Qatar era una provincia del Sangiaccato del Najd dell'Impero ottomano. Una delle cause del conflitto dipese dal fatto che i funzionari ottomani imprigionarono 14 capi tribù qatarioti e ordinarono a una colonna di truppe di marciare verso la roccaforte di Al Thānī nella città di al-Wajba in risposta alla ribellione del Qaʾim maqām Jāssim Āl Thānī all'autorità ottomana.
La battaglia principale ebbe luogo nel forte di al-Wajba: dopo il fallito tentativo di impadronirsi del forte, gli Ottomani si ritirarono prima verso il forte di Shebaka e poi nel forte sito ad al-Bidda. Poco dopo, le truppe di Āl Thānī assediarono la fortezza e tagliarono l'approvvigionamento idrico del quartiere, causando così la sconfitta degli Ottomani. In seguito fu raggiunto un accordo per rilasciare i prigionieri del Qatar in cambio di un transito sicuro per la cavalleria di Mehmed Pascià, a Hofuf, via terra.
Anche se il Qatar non ottenne allora la piena indipendenza dall'Impero ottomano, il risultato della battaglia è considerato dal Qatar come un momento decisivo nella creazione del Qatar come Stato moderno e la fine del dominio ottomano in Qatar.